# 葛西殿
葛西殿（かさいどの、天福元年（1233年）? - 文保元年10月16日?（1317年11月20日））は、鎌倉時代中期の北条氏一門の女性。葛西禅尼とも。北条重時の長女で母は正室の平基親の娘。鎌倉幕府5代執権北条時頼の正室（継室）。8代執権北条時宗の母。子は他に北条宗政、女子（早世）。

## 生涯
北条時頼は13歳で毛利季光の娘を正室としたが、宝治合戦で季光が三浦氏側に付いたために離別しており、北条一門の宿老で大叔父にあたる重時の娘を継室として迎えた。『北条氏系図』（浅羽本）に毛利季光の娘を時宗の母とする記述がある事から、時宗の母を毛利季光の娘とする説もあるが、北条重時の13回忌に書かれた極楽寺多宝塔供養願文に重時の娘が時宗を生み育てたとあり、他にも時宗の母を重時の娘とする確かな史料が複数見られる。
時頼はすでに宝寿丸という男子をもうけていたが庶子であり、正妻から嫡子が生まれる事を強く望んでおり、鶴岡八幡宮に懐妊祈願を行っている。建長2年（1250年）12月、懐妊が明かになると、時頼と重時は安産祈願のために所領や分国での殺生を禁断し、さかんに加持祈祷を行った。この頃、重時の娘と時頼の妾三河局との間に諍いがあったと見られ、父重時は時頼に申し入れて三河局を他所に移させている（この三河局は、宝寿丸の母讃岐局と同一と見られる）。建長3年（1251年）5月15日、時頼の母松下禅尼の甘縄邸で時宗を出産。
建長5年（1253年）正月28日には宗政、翌建長6年（1254年）10月6日に女子を出産する。女子は建長8年（1256年）10月13日に3歳で死去し、この年に時頼は出家している。葛西殿は宗教面において西大寺流律宗へ帰依し、時頼に嫁して禅・律などの法薫を受けた。
「葛西殿」は葛西谷（現鎌倉市大町）に居を構え、得宗領などを支配し、対元貿易に関わっていた女性である事が知られる。『鎌倉年代記裏書』に、文保元年（1317年）10月16日、「葛西殿御逝去八十五」と記されており、時宗の母と見られている。

## 関連作品
映画
- 日蓮と蒙古大襲来（1958年） - 演：村瀬幸子 ※役名は尼御前

テレビドラマ
- 北条時宗（2001年） - 演：浅野温子 ※役名は涼子→涼泉尼

毛利季光の娘が重時の養女として時頼に嫁いだとする設定。